# Al-Bassa (Palestyna)
Al-Bassa (arab. البصة) – nieistniejąca już arabska wieś, która była położona w Dystrykcie Akka w Mandacie Palestyny. Wieś została wyludniona i zniszczona podczas wojny domowej w Mandacie Palestyny, po ataku sił żydowskiej Hagany w dniu 14 maja 1948 roku.

## Położenie
Al-Bassa leżała u podnóża grzbietu górskiego Reches ha-Sulam (361 m n.p.m.) na zachodnich zboczach wzgórz Zachodniej Galilei. Wieś była położona na wysokości 65 metrów n.p.m., w odległości 19 kilometrów na północ od miasta Akka. Według danych z 1945 do wsi należały ziemie o powierzchni 2953,5 ha. We wsi mieszkało wówczas 3100 osób, w tym 150 Żydów.
| własność gruntów | powierzchnia gruntów (hektary) |
| ---------------- | ------------------------------ |
| Arabowie         | 2525,8                         |
| Żydzi            | 417,7                          |
| publiczne        | 99                             |
| Razem            | 2953,5                         |

| Rodzaj użytkowanych gruntów | Arabowie (hektary) | Żydzi (hektary) |
| --------------------------- | ------------------ | --------------- |
| uprawy nawadniane           | 469,9              | 76              |
| uprawy zbóż                 | 1043,7             | 119,7           |
| uprawa oliwek               | 350                | -               |
| uprawa cytrusów             | 614                | -               |
| zabudowane                  | 132                | -               |
| nieużytki                   | 947,5              | 290,5           |

## Historia

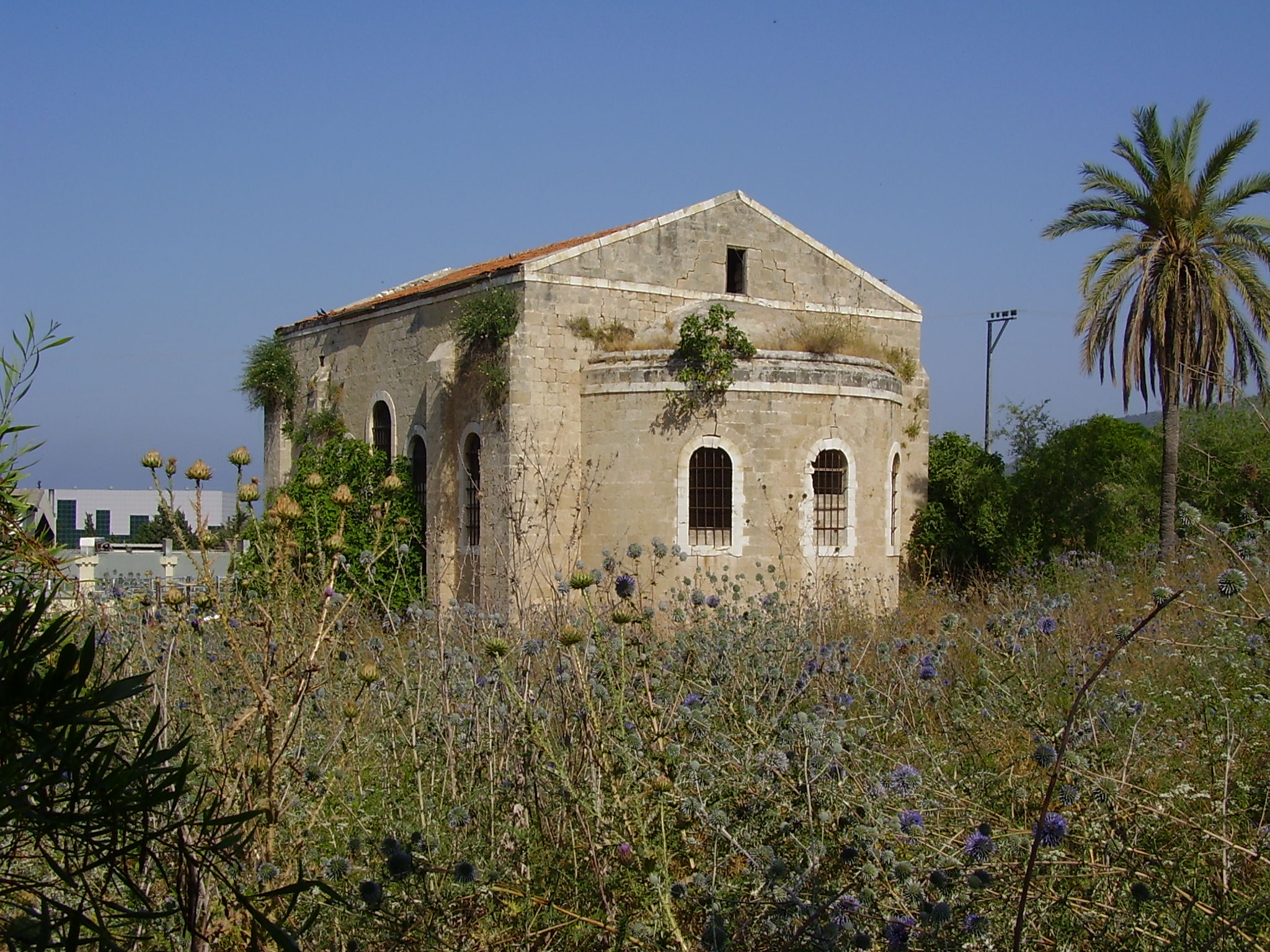
Grecki kościół – cerkiew św. Jerzego w al-Bassa, odzyskana przez prawosławnych w 2015

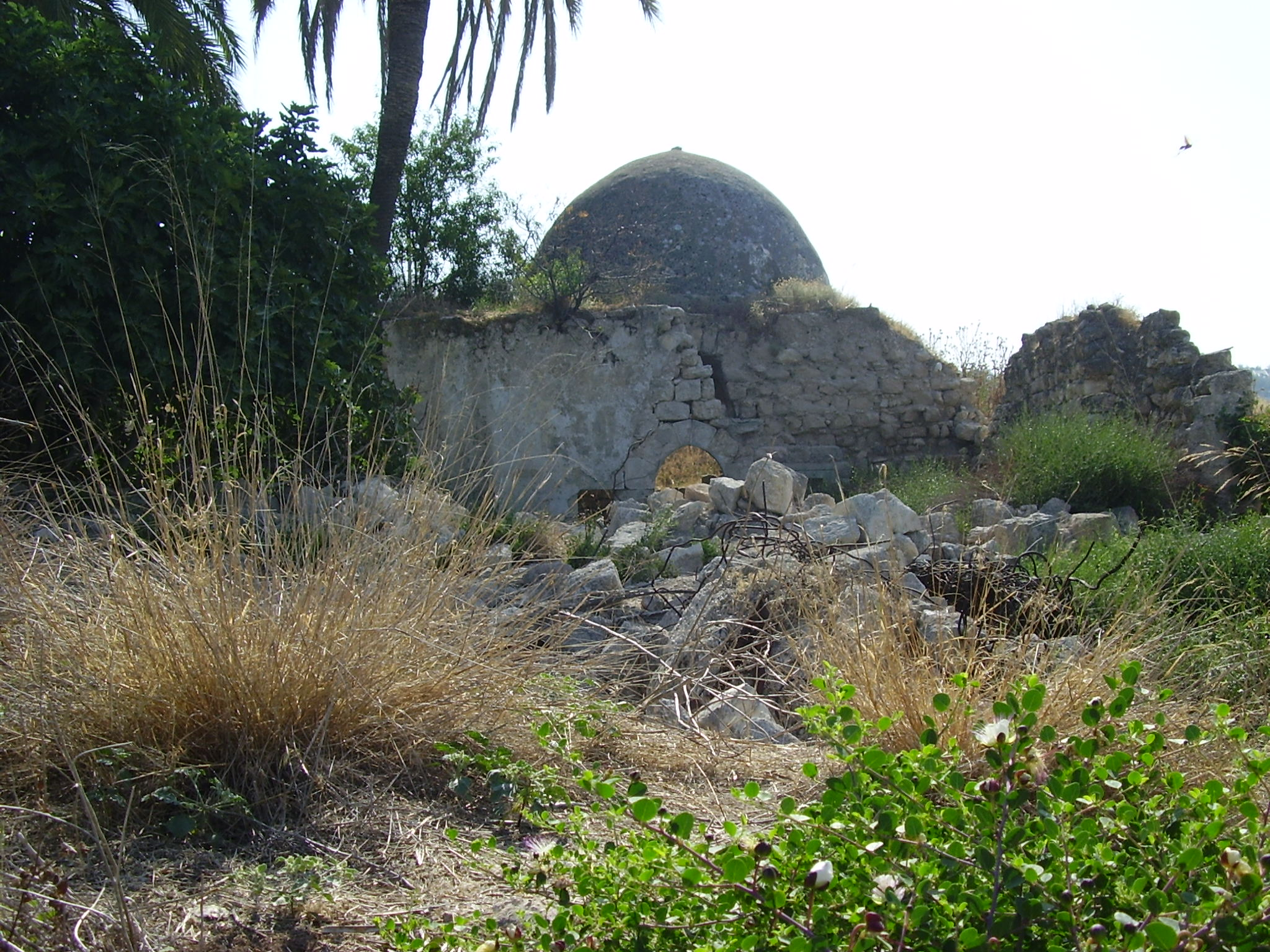
Islamskie sanktuarium w al-Bassa

Badania archeologiczne wykazały, że miejsce to było zamieszkane już w epoce brązu. Od I do V wieku wieś była zamieszkana przez społeczność żydowską. Talmud nazywa ją Becet. We wsi znaleziono 18 stanowisk archeologicznych z tego okresu. Odkryto miejsca pochówku chrześcijan oraz dzbany z IV wieku. Od początku okresu panowania Arabów wieś była zamieszkana przez społeczność arabską i nazywała się Bassa. W 1189 roku wieś wykorzystali krzyżowcy jako obóz wojenny podczas III wyprawy krzyżowej. Krzyżowcy nazywali wieś Le Bace lub LeBassa. W 1517 roku wieś wraz z całą Palestyną przeszła pod panowanie osmańskie. Dokumenty podatkowe z 1596 roku mówią, że w al-Bassa mieszkało 76 rodzin muzułmańskich i 28 kawalerów. Płacili oni podatki z upraw pszenicy, jęczmienia, bawełny, oliwek, owoców, oraz hodowli kóz i uli. W 1882 roku we wsi otworzono publiczną szkołę podstawową dla chłopców, a następnie prywatną szkołę średnią i publiczną szkołę podstawową dla dziewcząt. W wyniku I wojny światowej nastąpiły duże zmiany terytorialne na Bliskim Wschodzie. Francusko-brytyjska umowa graniczna z 1920 roku nieprecyzyjnie określiła przebieg granicy między Brytyjskim Mandatem Palestyny i Francuskim Mandatem Syrii (w skład którego wchodził także dzisiejszy Liban). Okazało się, że granica przebiegała na północ od wsi al-Bassa. Sama wieś znajdowała się w Mandacie Palestyny, jednak znaczna część jej pól uprawnych znalazła się w Mandacie Syrii. W rezultacie mieszkańcy al-Bassa zostali odcięci od swoich pól uprawnych. Władze francuskie rozwiązały ten problem, przyznając w 1921 roku mieszkańcom al-Bassa obywatelstwo Mandatu Syrii. Równolegle pracowała mieszana komisja francusko-brytyjska, która do lutego 1922 roku ustaliła szczegółowy przebieg granicy. W 1923 roku oficjalnie potwierdzono, że al-Bassa znajduje się w Brytyjskim Mandacie Palestyny (zmieniono również przebieg granicy przy wiosce). W 1926 roku zmieniono obywatelstwo mieszkańców wsi na palestyńskie. Przeprowadzony we wrześniu 1922 roku wykazał, że w al-Bassa mieszkało 867 chrześcijan, 150 muzułmanów i 1 Żyd. W kolejnych latach tutejsza populacja uległa dużym zmianom. W 1945 roku we wsi żyło 1590 chrześcijan i 1360 muzułmanów. Podczas arabskiego powstania w Palestynie (1936–1939) w bezpośrednim sąsiedztwie wioski powstał posterunek żydowskiej policji, który następnie przekształcono w brytyjski Fort Tegart. W dniu 6 września 1938 roku w pobliżu wioski wpadł na minę brytyjski samochód pancerny, w wyniku czego zginęło czterech brytyjskich żołnierzy. W odwecie Brytyjczycy spalili dolną część wioski. Kilka dni później brytyjscy żołnierze zmusili około 50 wieśniaków do wejścia do autobusu, który następnie skierowano na minę podłożoną na drodze. W wybuchu zginęło około 20 Arabów. Mieszkańcy wsi zostali zmuszeni do wykopania dołu i pogrzebania wszystkich zabitych.

Przyjęta 29 listopada 1947 roku Rezolucja Zgromadzenia Ogólnego ONZ nr 181 przyznała te tereny państwu arabskiemu. Podczas wojny domowej w Mandacie Palestyny na początku 1948 roku w okolicy tej stacjonowały siły Arabskiej Armii Wyzwoleńczej. W ostatnich dniach przed proklamacją niepodległości Izraela żydowska organizacja paramilitarna Hagana przeprowadziła operację „Ben-Ami”, w trakcie której 14 maja 1948 roku Izraelczycy zajęli wieś al-Bassa. Była ona słabo broniona przez nieliczną lokalną arabską milicję. Po zajęciu wioski, Izraelczycy zgromadzili mieszkańców w miejscowym kościele, gdzie zastrzelili kilkoro młodzieńców. Zeznania świadków różnią się od siebie, i mówią o pięciu osobach zastrzelonych wewnątrz kościoła lub siedmiu osobach na zewnątrz. Następnie, 27 maja mieszkańców wsi przymusowo wysiedlono, a ich domy w większości zniszczono. Prawie wszyscy wieśniacy z al-Bassa uciekli do Libanu.

## Miejsce obecnie
Na terenie wioski al-Bassa powstała strefa przemysłowa miejscowości Szlomi, natomiast jej pola uprawne zajęły kibuc Kefar Rosz ha-Nikra, moszaw Liman oraz wieś Becet.
Palestyński historyk Walid Chalidi, tak opisał pozostałości wioski Farwana: „Z głównych zabudowań wioski istnieją tylko dwie: grecki kościół i islamskie sanktuarium. Kamienny kościół jest bogato zdobiony elementami architektonicznymi. Jedna jego strona zawaliła się, a ściany pękają. Sanktuarium stoi opuszczone wśród licznych drzew. Część wiejskich domów pozostaje zajęta przez Izraelczyków. Jednym z nich jest duży dwukondygnacyjny budynek, który ma zarówno prostokątne jak i łukowate okna oraz drzwi.”.